# カレリア人
カレリア人（英: Karelians, カレリア語: Karjalazet, フィンランド語: Karjalaiset, ロシア語: Карелы）は、ロシア北西部、カレリア共和国に居住するバルト・フィン人の一派。ウラル語族フィン・ウゴル語派に属すカレリア語を話す。人種はスカンジナビア人種の容貌を持ったコーカソイドであるが、モンゴロイド系のDNAである父系遺伝子ハプログループNが低頻度で検出されている（紀元前の中国東北部にある遼河文明人からも発見される）。

## 概要
カレリア人はフィンランドの東部にも居住してきたが、フィンランドの"カレリア人"という人はフィン人の下位グループとして位置付けられている。カレリア共和国のカレリア人は正教を信仰、フィンランドのカレリア人はプロテスタントを信仰し、宗教が異なる。
近年の移住を含めると、人口はロシアに60,815 (2010) 
、フィンランドに10,000 (1994)

、ウクライナに1,522 (2001)
ベラルーシに524 (1999)

、エストニアに354 (2011) 。